# Metaphidippus carmenensis
Metaphidippus carmenensis là một loài nhện trong họ Salticidae.
Loài này thuộc chi Metaphidippus. Metaphidippus carmenensis được Ralph Vary Chamberlin miêu tả năm 1924.